# Robert Melvil van Lynden

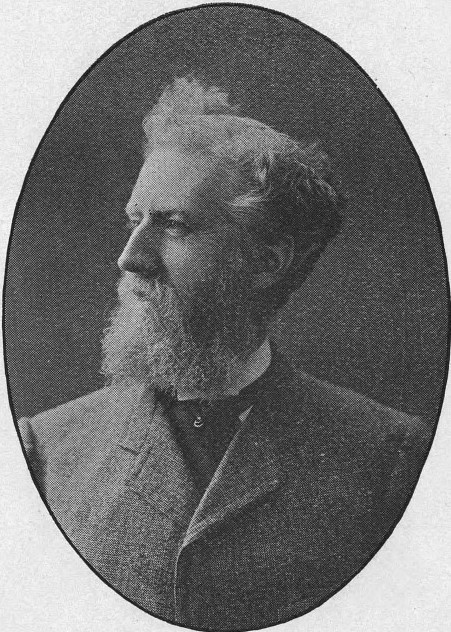
Robert Melvil van Lynden (1901)

Robert Melvil Baron van Lynden (* 6. März 1843 in Amsterdam; † 27. April 1910 in Den Haag) war ein niederländischer Jurist und Politiker der Anti-Revolutionaire Partij (ARP), der Mitglied der Ersten Kammer der Generalstaaten sowie Generalsekretär des Ständigen Schiedshofes in Den Haag war. Er war zwischen 1901 und 1905 Außenminister im Kabinett Kuyper, wobei Ministerpräsident Abraham Kuyper weitaus größere Bedeutung in der damaligen Außenpolitik hatte.

## Leben
Robert Melvil Baron van Lynden entstammte dem Utrechter Adelsgeschlecht Lynden und war ein Halbbruder von Constantijn Theodoor van Lynden van Sandenburg, der unter anderem zwischen 1874 und 1877 Justizminister, von 1879 bis 1881 ebenfalls Außenminister, zwischen 1879 und 1883 Ministerpräsident sowie zudem von 1881 bis 1883 Finanzminister war. Er selbst wurde 1877 Richter in Utrecht und begann seine politische Laufbahn in der Kommunalpolitik als Mitglied des Gemeinderates von Utrecht, dem er vom 4. September 1883 bis zum 1. Januar 1901 angehörte. Zeitweilig war er auch Mitglied der Provinciale Staten der Provinz Utrecht.
Baron van Lynden wurde am 28. Dezember 1883 für die Anti-Revolutionaire Partij (ARP) erstmals Mitglied der Ersten Kammer der Generalstaaten, in der er mit einer kurzen Unterbrechung bis zum 1. August 1901 die Interessen der Provinz Utrecht vertrat. Während dieser Zeit war er zwischen dem 10. Juni 1888 und Mai 1890 Mitglied der nach ihrem Vorsitzenden Johannes Willem Bergansius benannten Staatlichen Kommission zur Vorbereitung eines Wehrpflichtgesetzes (Staatscommissie-Bergansius). Ferner fungierte er zwischen Dezember 1893 und Mai 1894 als Mitglied der Zentralen Abteilung der Ersten Kammer und wurde zudem 1899 Vorsitzender des Wasserverbandes Driebergen. Er fungierte zwischen dem 1. Januar und dem 1. August 1901 als Generalsekretär des Ständigen Schiedshofes in Den Haag.
Am 1. August 1901 wurde Robert Melvil van Lynden Außenminister (Minister van Buitenlandse Zaken) im Kabinett Kuyper. Allerdings blieb sein Einfluss als Minister relativ gering, da Ministerpräsident Abraham Kuyper weitaus größere Bedeutung in der damaligen Außenpolitik hatte. Am 9. März 1905 trat er daher zurück und wurde kommissarisch von Marineminister Vizeadmiral Abraham George Ellis abgelöst, ehe am 22. April 1905 sein Schwager und bisherige Gesandte in Österreich-Ungarn Willem Marcus van Weede van Berencamp neuer Außenminister wurde. Nach seinem Tode wurde er am 2. Mai 1910 im Familiengrab in Neerlangbroek beigesetzt.